# グラフコア
グラフコア（英語: Graphcore Limited）はイギリスの人工知能（AI）・機械学習向け半導体製造企業。プロセッサに機械学習モデルを内包する「インテリジェンス・プロセッシング・ユニット」（IPU）を手がける。

## 沿革
グラフコアは2016年にサイモン・ノウルズとナイジェル・トゥーンによって設立された。
2016年秋にシリーズAとしてロバート・ボッシュベンチャーキャピタルより出資を受け入れる。他にサムスン、アマデウス・キャピタル・パートナーズ、C4 Ventures、Draper Esprit（現:モルテン・ベンチャーズ）、ファウンデーション・キャピタル、ピタンゴが出資者となった。
2017年7月にはシリーズBラウンドとしてアトミコなどの投資家を確保した。その数ヶ月後にはセコイア・キャピタルから5,000万ドルの調達に成功した。
2018年12月、グラフコアは17億ドルの評価額を受けて2億ドルを調達してシリーズDを終了し、ユニコーン企業となった。投資家には、マイクロソフト、サムスン、デルが含まれていた。
2019年11月13日、グラフコアはMicrosoft Azureの顧客がGraphcore C2 IPUsへのアクセスが可能になったことを発表した。
2023年、メタ・プラットフォームズにグラフコアの人工知能ネットワーキング技術を2022年末まで構築していたオスロ拠点の開発班を売却した。
2024年7月11日、グラフコアはソフトバンクグループの完全子会社となったことを発表した。

## 商品
2016年、グラフコアは、Poplar Software Stackと呼ばれるマシンインテリジェンス用に設計された世界初のグラフツールチェーンを発表した。
2017年7月には、16 nmの大規模並列、混合精度浮動小数点プロセッサであるColossus GC2と呼ばれる最初のチップを発表し、2018年より供給が開始された。グラフコアによると、Graphcore C2 IPU（インテリジェンス処理ユニット）と呼ばれる単一のPCI Expressカードに2つのチップがパッケージ化されており、TensorFlowなどの標準的な機械学習フレームワークと組み合わせてGPUと同じ役割を果たす。このデバイスは、従来のキャッシュ階層ではなく、パフォーマンスをスクラッチパッドメモリに依存する。
2020年7月、TSMCの7nm FinFET製造プロセスで構築されたGC200と呼ばれる第2世代プロセッサを発表した。 GC200は590億トランジスタ、823平方ミリメートルの集積回路で、1,472個の独立した並列処理コアと900Mバイトのローカルメモリを搭載している。2022年、グラフコアとTSMCは、電力供給ダイに対面して接着されたGC200ダイの3Dパッケージである「Bow IPU」を発表した。これにより、最大40％高い性能と16％高い電力効率を実現したとしている。Graphcoreはコンピューター科学で著名なジャック・グッドをなぞった「GOODコンピューター」の開発に着手した。人工知能モデルが、ヒトの脳が持つ約1000億個の神経細胞を超える、100兆のパラメータを実現するとしている。
| リリース日 | 商品                      | プロセスノード | コア | スレッド | トランジスタ | teraFLOPS (FP16) |
| ---------- | ------------------------- | -------------- | ---- | -------- | ------------ | ---------------- |
| 2017年7月  | Colossus™ MK1 - GC2 IPU   | 16 nm TSMC     | 1216 | 7296     | ?            | ~100-125         |
| 2020年7月  | Colossus™ MK2 - GC200 IPU | 7 nm TSMC      | 1472 | 8832     | 59 billion   | ~250-280         |
|            | Colossus™ MK3             |                |      |          |              | ~500             |

## 脚註
1. 1 2 3  Cherney, Max A. (2023年10月5日). “Losses widen, cash needed at chip startup Graphcore, an Nvidia rival, filing shows”. Reuters
2. ↑  Peter Clarke (2016年11月1日). “AI Chip Startup Shares Insights: "Very large" FinFET chip in the works at TSMC”. eetimes 2017年8月2日閲覧。
3. ↑  Jolly, Jasper (2020年12月29日). “UK chipmaker Graphcore valued at $2.8bn after it raises $222m”. ガーディアン
4. ↑  Arjun Kharpal (2016年10月31日). “AI chipmaker Graphcore raises $30 million to take on Intel”. CNBC 2017年7月31日閲覧。
5. ↑  Madhumita Murgia (2016年10月31日). “UK chip start-up Graphcore raises £30m for take on AI giants”. Financial Times 2017年8月2日閲覧。
6. ↑  Jeremy Kahn and Ian King (2017年7月20日). “U.K. Chip Designer Graphcore Gets $30 Million to Fund Expansion”. Bloomberg 2017年7月31日閲覧。
7. ↑  Lynley, Matthew (2017年11月12日). “Graphcore raises $50M amid a flurry of AI chip activity” (英語). TechCrunch 2017年12月7日閲覧。
8. ↑  “AI chip startup Graphcore closes $200M Series D, adds BMW and Microsoft as strategic investors” (英語). TechCrunch (2018年12月18日). 2018年12月19日閲覧。
9. ↑  Toon, Nigel. “Microsoft and Graphcore collaborate to accelerate Artificial Intelligence” (英語). www.graphcore.ai. 2019年11月16日閲覧。
10. ↑  Paul, Katie (2023年5月5日). “Meta Platforms scoops up AI networking chip team from Graphcore”. Reuters
11. ↑  Nicol-Schwarz, Kai (2024年7月9日). “Graphcore employees have share value wiped as sale to SoftBank agreed”. Sifted. 2024年7月1日閲覧。
12. ↑  “ソフトバンクG、英半導体グラフコア買収　AI戦略推進”. 日本経済新聞社 (2024年7月12日). 2024年7月12日閲覧。
13. ↑  Fyles, Matt. “Inside an AI 'brain' - What does machine learning look like?” (英語). www.graphcore.ai. 2019年11月16日閲覧。
14. ↑  Doherty, Sally. “Introducing Poplar® - our IPU-Processor software at NeurIPS” (英語). www.graphcore.ai. 2019年11月16日閲覧。
15. ↑  Fyles, Matt. “Graph computing for machine intelligence with Poplar™” (英語). www.graphcore.ai. 2019年11月16日閲覧。
16. 1 2  “Graphcore Readies Launch of 16nm Colossus-IPU Chip”. hpcwire.com.   HPC Wire (2017年7月20日). 2017年12月11日閲覧。
17. ↑  “New GraphCore GC2 chips with 2PFlop performance in a Dell Server”. silvertonconsulting.com.   Silverton Consulting (2018年11月19日). 2018年12月16日閲覧。
18. ↑  Citadel LLC High Performance Computing R&D Team (2019年). “Dissecting the Graphcore IPU Architecture via Microbenchmarking”. 2019年11月11日閲覧。
19. ↑  “Graphcore Introducing 2nd Generation IPU Systems For AI At Scale” (英語). 2020年8月9日閲覧。
20. 1 2  Timothy Prickett Morgan: GraphCore Goes Full 3D With AI Chips. The Next Platform, March 3, 2022.
21. ↑  Kennedy, Patrick (2019年6月7日). “Hands-on With a Graphcore C2 IPU PCIe Card at Dell Tech World” (英語). ServeTheHome. 2023年6月26日閲覧。
22. ↑  Ltd, Graphcore. “IPU Processors” (英語). www.graphcore.ai. 2023年6月26日閲覧。
23. ↑  “ScalAH22: 13th Workshop on Latest Advances in Scalable Algorithms for Large-Scale Heterogeneous Systems”. www.csm.ornl.gov. 2023年6月26日閲覧。